# تمارا هوب
تمارا هوب (بالإنجليزية: Tamara Hope)‏ (و. 1984 – م) هي ممثلة، ومغنية، وموسيقية، وكاتبة غنائية من كندا . ولدت في تورونتو .

## روابط خارجية
- تمارا هوب على موقع IMDb (الإنجليزية)
- تمارا هوب على موقع ألو سيني (الفرنسية)
- تمارا هوب على موقع ميوزك برينز (الإنجليزية)
- تمارا هوب على موقع أول موفي (الإنجليزية)
- تمارا هوب على موقع قاعدة بيانات الأفلام السويدية (السويدية)
- تمارا هوب على موقع أول ميوزيك (الإنجليزية)
- تمارا هوب على موقع ديسكوغز (الإنجليزية)
- تمارا هوب على موقع قاعدة بيانات الفيلم (الإنجليزية)
- تمارا هوب على موقع كينوبويسك (الروسية)